# Bahía de Beşik
Bahía de Beşik (en turco: Beşik Koyu, Beşike Koyu o Beşige Koyu) es una pequeña bahía en la costa egea de Troya, en la desembocadura de los Dardanelos en la actual Turquía asiática.
Se ha escrito sobre ella desde la antigüedad y durante todo el siglo XIX, y en el siglo XX fue visto como un sitio estratégico. Jugó un papel decisivo en la Guerra de Crimea, y en la desastrosa campaña de Galípoli de la Primera Guerra Mundial.